# Jacques Baratte
Pour les articles homonymes, voir Baratte (homonymie).
Jacques Baratte, né le 2 février 1898 dans le 17e arrondissement de Paris et mort le 20 décembre 1989 à Neuilly-sur-Seine (Hauts-de-Seine), est un ingénieur, industriel, militaire, résistant et responsable syndical français du XXe siècle.

## Biographie

### Famille
Jacques Augustin André Baratte naît le 2 février 1898 dans le 17e arrondissement de Paris.
Il est le fils de Paul Baratte (1860-1928), inspecteur général des ponts et chaussées, et de Madeleine Tenting (1873-1952),,.
Originaire de Lorraine, son père s’est établi à Paris à la fin du XIXe siècle et dirige le service des eaux et de l’assainissement de la ville de Paris dans les années 1920.
Il a deux sœurs : Françoise Baratte (1896-1954), épouse Dupuis, et Yvonne Baratte (1910-1945), peintre et résistante.
Par ailleurs, il est le neveu d'Henri Tenting (1851-1919), député de la Côte-d'Or, et est apparenté à Jacques Sevestre (1908-1940), officier de marine et compagnon de la Libération, ainsi qu'à Émile Baratte (1859-1928), général médecin.

### Jeunesse
Jacques Baratte grandit à Paris (rue Copernic puis avenue Henri-Martin devenue Georges-Mandel).
Bachelier ès sciences et ès lettres au lycée Janson-de-Sailly, puis étudiant en mathématiques spéciales dans le même établissement, ses études sont interrompues par la Grande guerre.

### Première Guerre mondiale
En avril 1917 il intègre l'École militaire de l'artillerie à Fontainebleau, d'où il sort en décembre 1917 avec le grade d'aspirant (classé 37e sur 829),.
Affecté au 248e régiment d'artillerie de campagne, il monte au front à compter de janvier 1918 et combat en Champagne et dans l'Oise, lors de l'offensive allemande du printemps.
Blessé par éclat d'obus le 9 juin 1918 à Belloy (amputation d'un doigt), il maintient sa batterie en action malgré le violent bombardement. Après trois mois de convalescence, il retrouve son régiment en septembre 1918 et est promu sous-lieutenant en octobre 1918, et combat dans l'Aisne dans le cadre de la grande offensive finale alliée.
Son comportement au feu lui vaut la croix de guerre 1914-1918 avec deux citations,,.

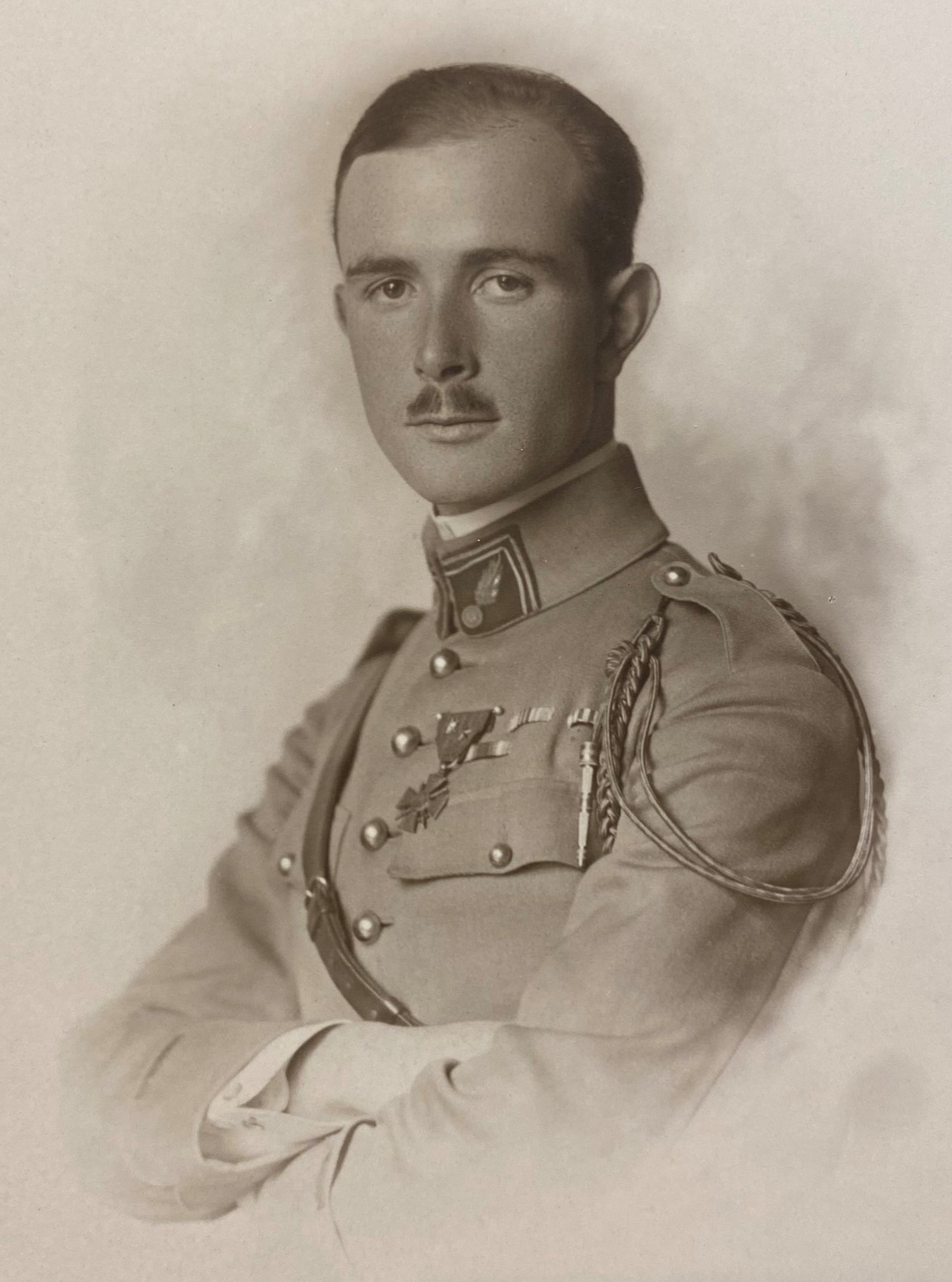
Jacques Baratte en 1919, sous-lieutenant au RAC

### Entre-deux-guerres
Il quitte l'uniforme en mars 1919 pour rejoindre l'École centrale des arts et manufactures de Paris (ECP) (promotion 1921B),.
Jacques Baratte est toutefois rappelé entre avril et novembre 1921 à l'État-major de l'armée française du Rhin à Mayence dans le cadre de l'occupation française de la Rhénanie,,. 
De retour en France, il commence sa carrière civile comme ingénieur-adjoint au directeur des travaux de la société Routes et pavages.
Promu lieutenant de réserve en février 1925,, il devient la même année sous-directeur des Établissements Lebocey (bonneterie) à Troyes, avant d'être nommé en 1928 chef du service commercial de la société Forges et ateliers de Commentry-Oissel.
En 1935 il fonde l'entreprise Établissements Pincet-Baratte et en assure la co-gérance,, avec Roger Pincet, camarade de l'école centrale,. Située à Puteaux, au 10 rue de l'Oasis,, cette société produit des pièces en caoutchouc par moulage, injection et extrusion.
Il est fait chevalier de la Légion d'honneur en juin 1939.

### Seconde Guerre mondiale
Lors de la bataille de France en 1939-1940, Jacques Baratte est mobilisé comme capitaine et commande la 3e batterie du 13e régiment d'artillerie divisionnaire, sous les ordres du lieutenant-colonel Alfred Jacobson. Il combat en Lorraine, dans le nord de la Marne et dans le Loiret. Le 17 juin 1940 en forêt d'Orléans, après avoir combattu aux canon et mousqueton pour tenter de briser l'encerclement, il est fait prisonnier par les Allemands. Il reçoit la croix de guerre 1939-1945 avec deux citations,,.
Interné au camp de prisonniers de Montereau, il tombe gravement malade en juillet 1940, et est transféré à l'hôpital militaire du Val-de-Grâce le 21 août 1940 grâce à l'intervention de sa sœur Yvonne,,. Après de longs mois de soins, il se rétablit in extremis, est libéré et démobilisé en août 1941.
Il remet en marche sa société, et en devient le seul gérant à partir de l'arrestation de son associé Roger Pincet en novembre 1941 pour faits de résistance et qui meurt en déportation en 1945. Durant toute la durée de l'Occupation, il parvient à maintenir la société à l'écart des commandes pro-allemandes. 
En parallèle de ses responsabilités professionnelles, dès 1941 il forme avec ses anciens camarades de combat le « Groupement Résistance du 13e RAD ». Son activité prend de multiples formes : aide active aux évadés, réfractaires et prisonniers politiques, aide pécuniaire, camouflage, fabrication de faux-papiers, embauches clandestines, hébergement de personnes recherchées, fourniture de matériel pour imprimerie clandestine. En 1943 et 1944 ce groupement de résistance constitue des groupes de combats qui sont rattachés au mouvement Organisation civile et militaire,.
En juillet 1944 sa sœur Yvonne, également résistante, est arrêtée par la Gestapo de la rue de la Pompe puis déportée en Allemagne au camp de Ravensbrück, d'où elle ne reviendra pas.
Lors de la libération de Paris en août 1944, Jacques Baratte, capitaine FFI et adjoint du chef de secteur Neuilly-sur-Seine, combat dans cette ville avec son groupe aux côtés de la 2e DB, ce qui aboutit à la capture de 600 prisonniers allemands,.
En septembre 1944 il est en mission à l’État-major du Morvan. Promu chef de bataillon FFI, il prend le commandement en second du bataillon de marche no 4 à Longwy en octobre 1944 et prend part à la libération de Metz le 21 novembre 1944.

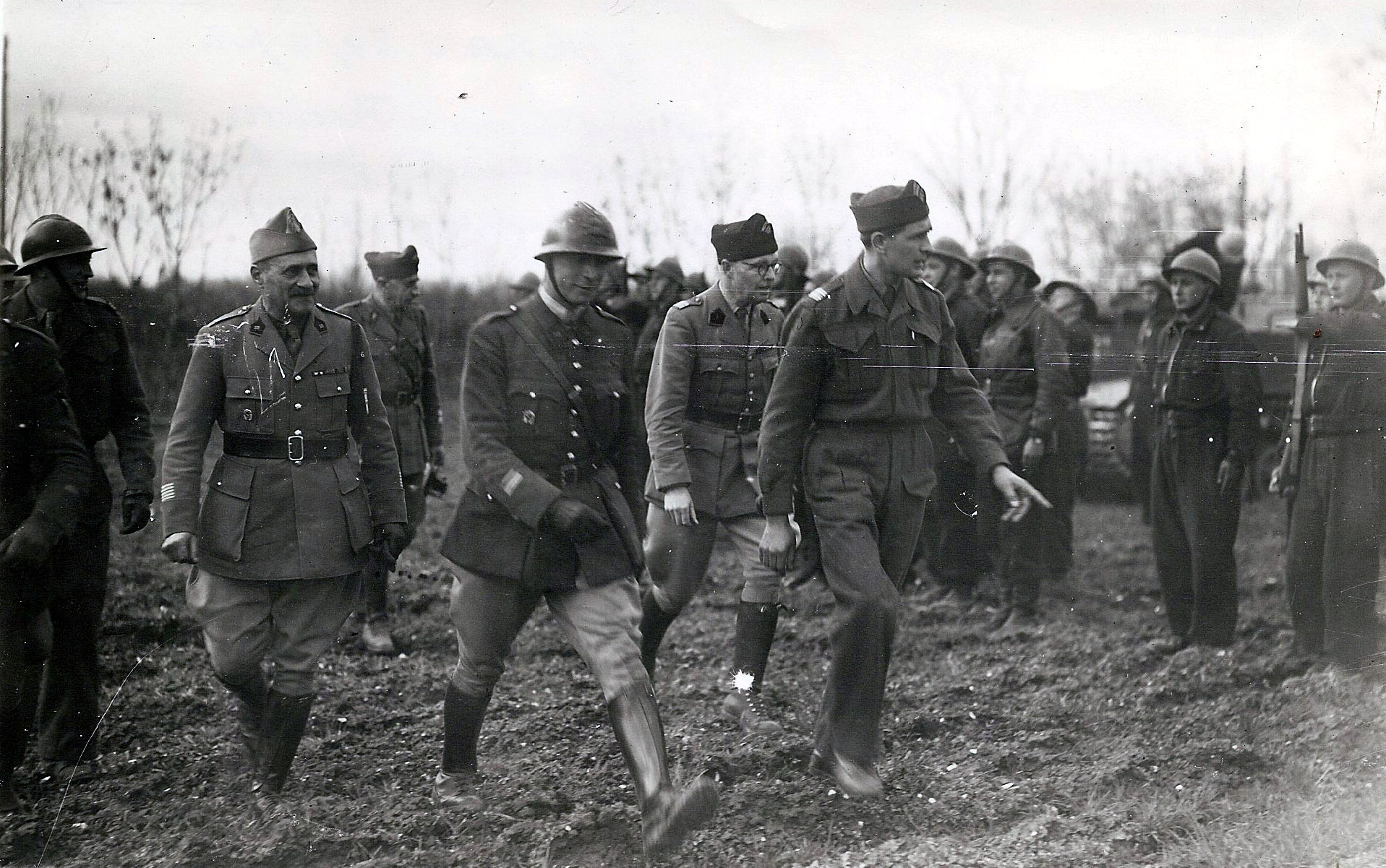
Passage en revue du 12e RA, Forces françaises de l'Ouest, Charente-Maritime, 1945.
De g. à d. : colonel Alfred Jacobson, chef d'escadron Jacques Baratte, colonel Henri Adeline, lieutenant-colonel Georges Moressée

À compter du 10 décembre 1944, homologué chef d'escadron, il constitue puis instruit et commande le 1er groupe du 12e régiment d'artillerie divisionnaire, formé à partir de FFI du régiment Z issus des maquis de Dordogne. Relevant du Détachement d'Armée de l'Atlantique (Forces françaises de l'Ouest) du général de Larminat, son unité est engagée, quinze jours seulement après sa constitution, contre les poches allemandes de l'Atlantique : combat de Ferrières le 1er mars 1945, attaque de Royan, passage de la Seudre le 16 avril 1945, attaque de l'île d'Oléron les 30 avril et 1er mai 1945,,. Pour cette dernière opération il commande l'artillerie débarquée, forte de 9 bataillons (2 000 hommes),,,. 

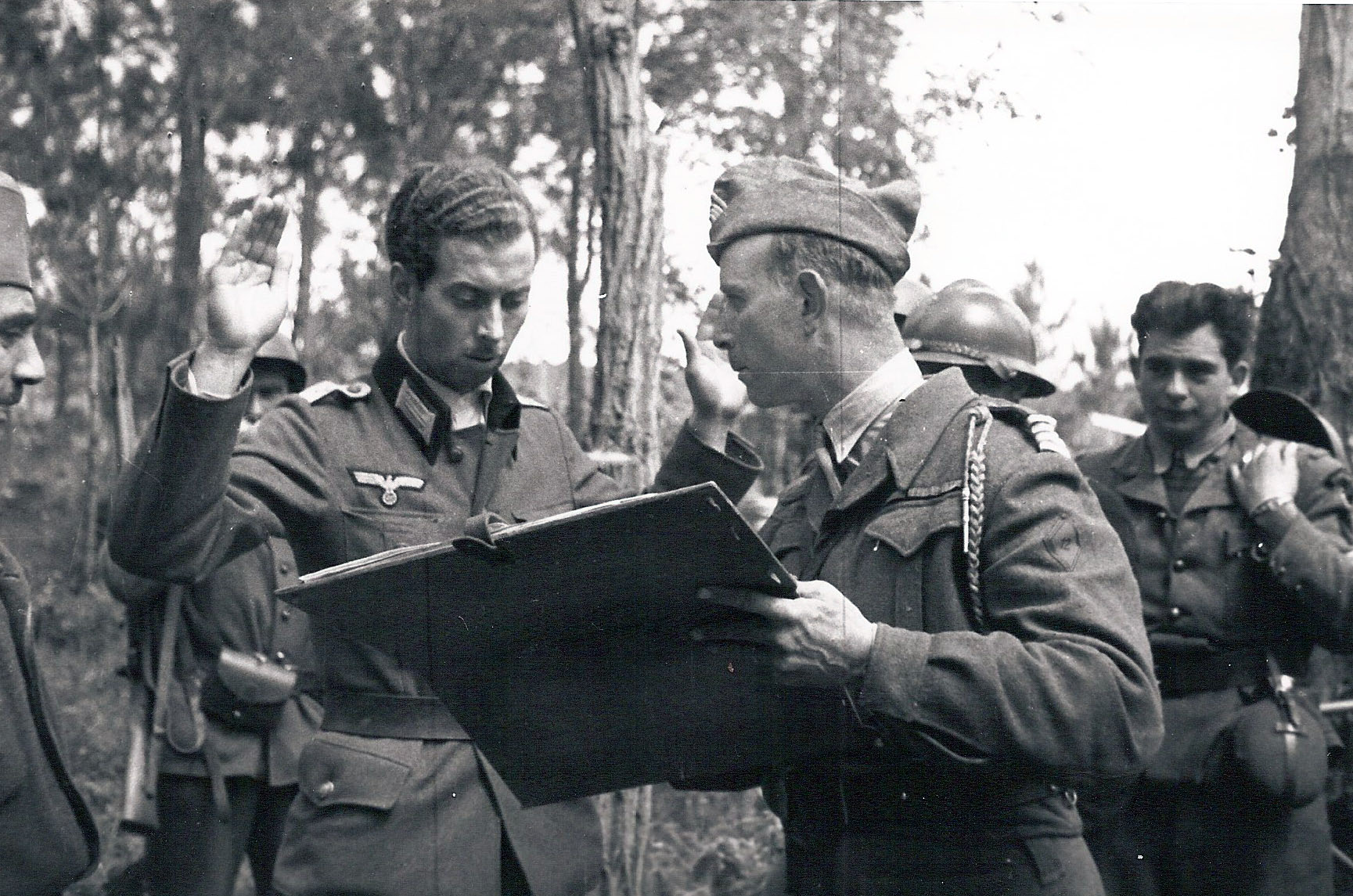
Le chef d'escadron Jacques Baratte interrogeant un officier allemand prisonnier à Oléron dans le cadre de la libération de l'île, 30 avril 1945

Il reçoit quatre citations supplémentaires,,, et est promu officier de la Légion d'honneur en juin 1945.

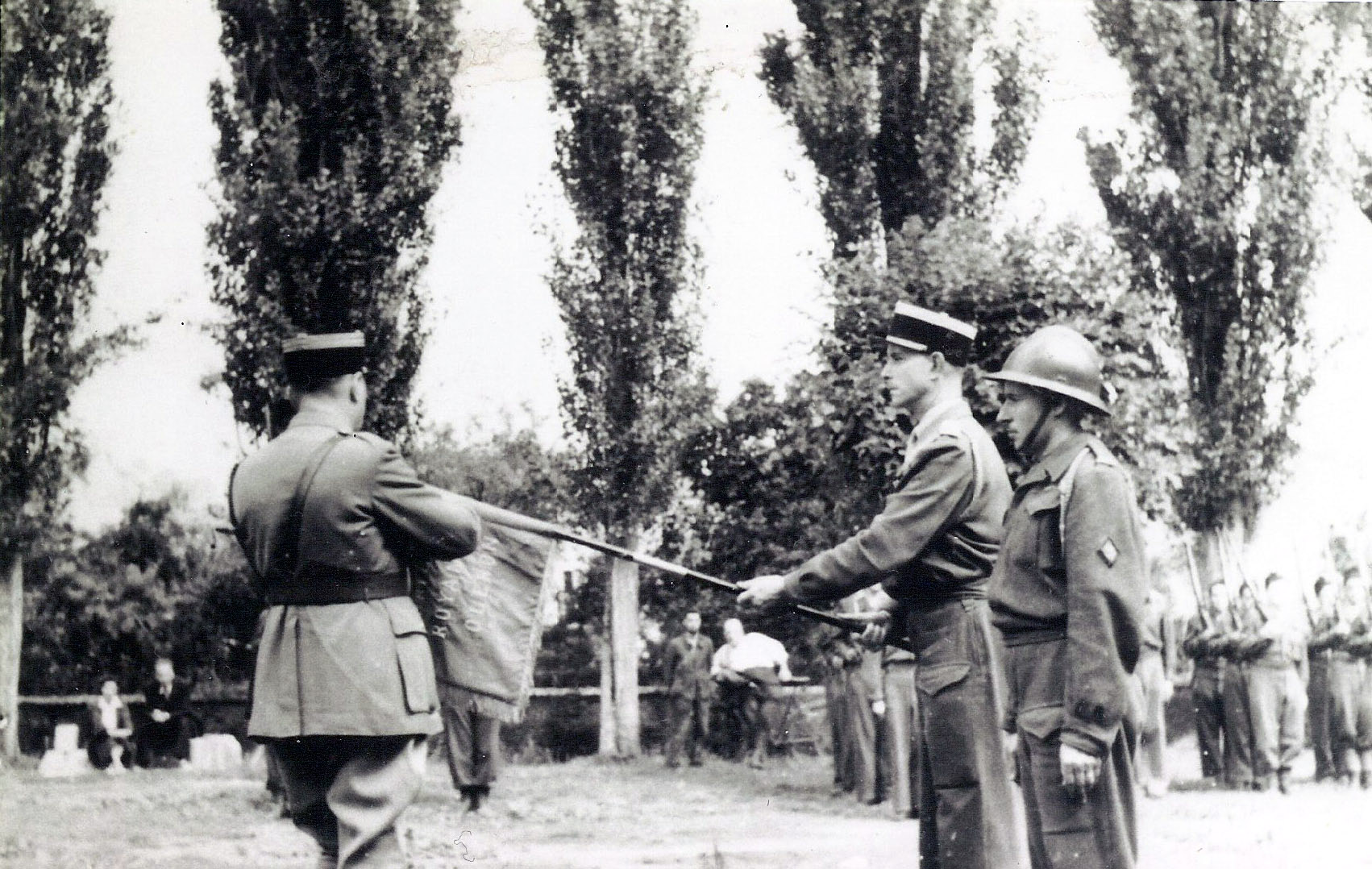
Remise de la croix de guerre 1939-1945 au 1er groupe du 12e régiment d'artillerie commandé par Jacques Baratte, 1945

Quelques mois après la capitulation allemande, il part avec son unité en occupation en Allemagne (Pettersheim, Neustadt, Palatinat), où il sensibilise la population allemande sur les crimes de guerre et contre l'humanité nazis, avant d'être démobilisé fin 1945.

### Après-guerre
Rendu à la vie civile, il développe la société Pincet-Baratte en innovant dans la conception et la fabrication de produits spéciaux en caoutchouc destinés notamment aux secteurs des travaux publics et de l'aéronautique,,,,.
Sur le plan militaire, il est promu lieutenant-colonel de réserve en septembre 1950, puis colonel de réserve en décembre 1955, et devient colonel honoraire en février 1960, atteint par la limite d’âge.
Jacques Baratte est promu commandeur de la Légion d'honneur en janvier 1961.
Il exerce également des responsabilités croissantes au sein du Syndicat National du caoutchouc, des plastiques et des industries qui s'y rattachent (SNCP) : chef de la mission de productivité de l'industrie du caoutchouc aux États-Unis en 1952,, président de la commission de productivité à partir de 1952, secrétaire du comité directeur à partir de 1954, enfin président de 1964 à 1966,.
Par ailleurs, il est membre du conseil d'administration de plusieurs sociétés : la société des Établissements Dubois et L. Lepeu à compter de 1947 et le Laboratoire de recherches et de contrôles du caoutchouc à partir de 1965.
Il préside également l'Association interentreprises de Suresnes, Puteaux et Saint-Cloud (AISP).
Enfin, il s'investit pour les anciens combattants, comme secrétaire général adjoint de la Fédération Nationale de l'artillerie (FNA) et comme responsable d'amicales régimentaires,,.
Il décède le 20 décembre 1989 à son domicile à Neuilly-sur-Seine.

## Vie privée
Jacques Baratte se marie le 20 mai 1932 à Neuilly-sur-Seine avec Marie Aublet (1906-1963), fille d'Albert Aublet (1851-1938), peintre,,,,,,. Le couple divorce civilement le 28 juillet 1937 et une reconnaissance de nullité du mariage religieux est prononcée par le Vatican vers 1942.
Il se remarie le 27 février 1943 dans le 15e arrondissement de Paris avec Thérèse Dusart (1907-1993), fille de Paul Dusart (1865-1933), architecte. De cette union sont issus trois enfants, qui ont chacun donné une postérité :
- Odile Baratte (1944-2011)[54], épouse Verleure[55] ;
- Monique Baratte (1946-2002), épouse Renard[56] ;
- François Baratte (né en 1948), époux Giret.

Il est propriétaire du château de Villette, dans sa Lorraine familiale, transmis par son ascendance paternelle,.

## Publication
- Jacques Baratte, Notre Yvonne : en mémoire de Yvonne Marie-Louise Baratte, Paris, Henri Colas, 1951, 85 p.

## Distinctions
Jacques Baratte est récipiendaire des décorations suivantes :
- Commandeur de la Légion d'honneur à titre militaire (décret du 11 janvier 1961)[40],[Note 18],[59] remise le 25 février 1961 par le colonel Alfred Jacobson ; officier à titre militaire du 12 juin 1945[7] ; chevalier à titre militaire du 30 juin 1939[22]
- Croix de guerre 1914-1918 (2 citations)[8],[7],[40]
- Croix de guerre 1939-1945 (6 citations, dont 2 à l'ordre de l'armée)[7],[40],[60]
- Médaille de la Résistance française (décret du 11 mars 1947)[61],[62],[7]
- Insigne des blessés militaires (1 blessure le 9 juin 1918)[8]
- Croix du combattant
- Croix des services militaires volontaires (décret du 10 juillet 1951)[40]
- Médaille commémorative de la guerre 1914-1918[8]
- Médaille interalliée de la Victoire[8]
- Médaille commémorative française de la guerre 1939-1945 avec agrafes « France » et « Libération »
- Silver Star Medal (États-Unis) (7 mai 1945)[7],[Note 19]

Il totalise 10 titres de guerres (8 citations françaises, 1 citation américaine et 1 blessure de guerre).